# Іст-Лейк (Флорида)
Іст-Лейк (англ. East Lake) — переписна місцевість (CDP) в США, в окрузі Пінеллас штату Флорида. Населення — 32 344 особи (2020).

## Географія
Іст-Лейк розташований за координатами 28°6′40″ пн. ш. 82°40′47″ зх. д. / 28.11111° пн. ш. 82.67972° зх. д. (28.111069, -82.679798).  За даними Бюро перепису населення США в 2010 році переписна місцевість мала площу 81,84 км², з яких 74,88 км² — суходіл та 6,96 км² — водойми.

## Демографія
Згідно з переписом 2010 року, у переписній місцевості мешкали 30 962 особи в 13 148 домогосподарствах у складі 9177 родин. Густота населення становила 378 осіб/км².  Було 14982 помешкання (183/км²).
Расовий склад населення:
| - 92,3 % — білих - 3,5 % — азіатів - 1,6 % — чорних або афроамериканців - 0,1 % — корінних американців |

До двох чи більше рас належало 1,7 %. Частка іспаномовних становила 5,9 % від усіх жителів.
За віковим діапазоном населення розподілялося таким чином: 20,1 % — особи молодші 18 років, 59,8 % — особи у віці 18—64 років, 20,1 % — особи у віці 65 років та старші. Медіана віку мешканця становила 47,9 року. На 100 осіб жіночої статі у переписній місцевості припадало 91,4 чоловіків;  на 100 жінок у віці від 18 років та старших — 88,4 чоловіків також старших 18 років.
Середній дохід на одне домашнє господарство  становив 106 817 доларів США (медіана — 76 634), а середній дохід на одну сім'ю — 128 369 доларів (медіана — 93 995). Медіана доходів становила 75 156 доларів для чоловіків та 48 013 долари для жінок. За межею бідності перебувало 6,2 % осіб, у тому числі 8,2 % дітей у віці до 18 років та 5,0 % осіб у віці 65 років та старших.
Цивільне працевлаштоване населення становило 14 566 осіб. Основні галузі зайнятості: освіта, охорона здоров'я та соціальна допомога — 24,8 %, науковці, спеціалісти, менеджери — 16,9 %, роздрібна торгівля — 11,6 %, фінанси, страхування та нерухомість — 11,4 %.